# Otto Wächter
Otto Gustav von Wächter (Wenen, 8 juli 1901 - Rome, 14 juli 1949) was een Oostenrijkse advocaat en een hoog geplaatste nazi-politicus. Tijdens de Tweede Wereldoorlog was hij eerst gouverneur in het district Krakau in het Generaal-gouvernement en daarna van het district Galicië, dat grotendeels ligt op het grondgebied van het huidige Oekraïne. In 1944 werd hij benoemd tot hoofd van het Duitse militaire bewind in het noorden van Italië.

## Levensloop

### Vroege jaren
Wächter was het derde kind en enige zoon van Joseph Freiherr von Wächter en Martha Pfob. Zijn vader had tijdens de Eerste Wereldoorlog gevochten in het Oostenrijkse-Hongaars leger. Hij klom op tot de rang van generaal-majoor en was in het nieuw gevormde Oostenrijk kort minister van Defensie.
Wächter studeerde rechten in Wenen. In 1924 behaalde hij zijn diploma. Tijdens zijn studie sloot Wächter zich aan bij verschillende nationalistische groepen, waaronder de SA. Hij was ook een succesvol roeier en werd in de acht met stuurman Oostenrijks kampioen. 

### Advocaat; de mislukte Juliputsch
In 1929 ging hij aan de slag als advocaat. Hij trad vooral op als verdediger van leden van de NSDAP, waarvan hij zelf in 1930 lid werd. Wächter had een leidinggevende rol tijdens de Juliputsch van 25 juli 1934 waarbij premier Engelbert Dollfuss werd vermoord. Hij ontkwam naar Duitsland, waar hij in militaire dienst ging. In 1935 werd hem de Oostenrijkse nationaliteit ontnomen. In plaats daarvan werd hij Duits staatsburger. Wächter ging aan de slag als advocaat en was actief in een organisatie voor hulp aan vluchtelingen die Oostenrijk vanwege hun nationaalsocialistische achtergrond hadden moeten verlaten.
De dag na de Anschluss op 12 maart 1938 keerde Wächter terug naar Oostenrijk. Hij was mei 1938 tot april 1939 staatscommissaris onder gouverneur Arthur Seyss-Inquart. Hij was verantwoordelijk voor de verwijdering van tegenstanders van het nazisme uit het overheidsapparaat. Veel van zijn slachtoffers hadden een joodse achtergrond of waren politiek onbetrouwbaar. Wächter was zeer consequent in zijn werk. Meer dan vijftienduizend mensen werden door zijn toedoen ontslagen of ontvingen een berisping.

### Gouverneur van Krakau

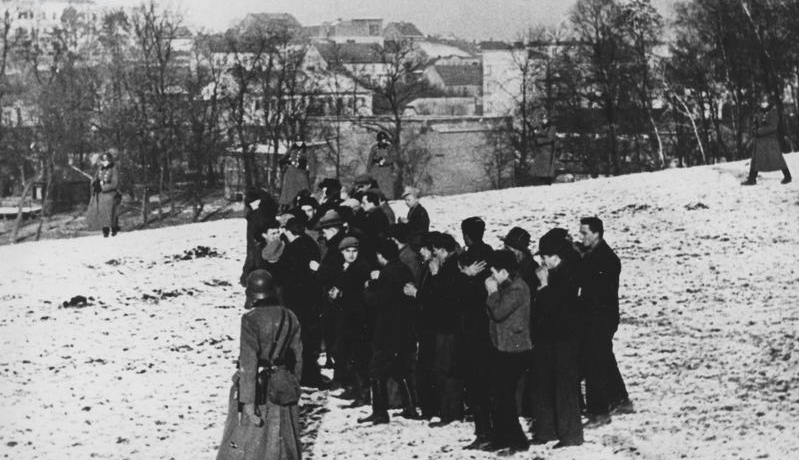
Een aantal van de slachtoffers van de executie in Bochnia, waar Wächter de opdrachtgever van was.

Na de Duitse inval in Polen in september 1939 werd het Generaal-gouvernement gevormd dat onder leiding stond van Hans Frank. Zijn plaatsvervanger was Seyss-Inquart tot diens vertrek naar Nederland in mei 1940. Seyss-Inquart had Wächter meegenomen naar Polen, waar hij benoemd werd tot gouverneur van het bestuurlijk district Krakau (het Generaal-gouvernement was opgedeeld in vier districten).
Als gouverneur van Krakau speelde Wächter een belangrijke rol in de Jodenvervolging. Vanaf mei 1940 werden massale deportaties uitgevoerd. Van de ruim 68 duizend joden in de stad mochten er 15 duizend blijven in een speciaal gecreëerd getto, de rest werd verspreid over de omgeving. In december 1939 ondertekende hij het executiebevel van 52 Polen in Bochnia die werden doodgeschoten vanwege een aanslag op twee Duitse politiebeambten.

### Gouverneur in Galicië
Na de Duitse aanval op de Sovjet-Unie in juni 1941 werd het oostelijk deel van de provincie Galicië bij het Generaal-gouvernement gevoegd. De hoofdstad was Lemberg, tegenwoordig bekend onder de naam Lviv. Op voorspraak van Hitler werd Wächter in januari 1942 benoemd tot gouverneur van het nieuwe district. Hij volgde Karl Lasch op. Wächters eerste bezoek was aan de Andrij Aleksander Szeptycki, de metropoliet van de Oekraïense Grieks-Katholieke Kerk. Op die manier hoopte hij de gunst van de lokale bevolking te winnen. Wächter botste regelmatig met SS-Obergruppenführer Friedrich-Wilhelm Krüger, de hoogste militair in het Generaal-gouvernement. Krüger wilde een groot deel van de bevolking herlokaliseren. Wächter vreesde dat dat zou leiden tot het ineenstorten van de productie. 
Wächter kreeg na de val van Stalingrad in januari 1943 van Heinrich Himmler toestemming om de SS-divisie Galicië te vormen, bestaande uit Oekraïners die het onder Duits toezicht konden opnemen tegen de gehate bolsjewieken.

### Noord-Italië
Na de inname van Galicië door het Rode Leger in juli 1944 werd Wächter overgeplaatst naar Italië. Hij kreeg de leiding over het militaire bestuur in het noorden van Italië, waar hij samenwerkte met de marionettenregering van Benito Mussolini die leiding gaf aan de Republiek van Salò. In februari 1945 werd Wächter teruggeroepen naar Berlijn, waar hij werk vond op het SS-hoofdkwartier.

### Vlucht en overlijden
Na de Duitse overgave verborg Wächter zich vier jaar lang samen met een jonge SS'er in de Oostenrijkse bergen. Wächters vrouw zorgde voor voedsel en uitrusting. In april 1949 vertrok Wächter naar Italië. Vandaar uit hoopte hij de oversteek naar Zuid-Amerika te kunnen maken. Hij vond onderdak in een klooster in een voorstad van Rome, waar hij onder de naam Alfredo Reinhardt verbleef. Wächter stond in contact met bisschop Alois Hudal die meerdere hooggeplaatste nazi's had helpen ontvluchten. 
Wächter zwom vaak in de verontreinigde Tiber. Hij werd daardoor ziek en overleed op 14 juli 1949, waarschijnlijk aan Leptospirose. Bisschop Hudal diende hem de laatste sacramenten toe. Het lichaam van Wächter werd door zijn vrouw Charlotte in 1960 uit Italië weggesmokkeld en herbegraven in haar eigen tuin. Later vond hij zijn laatste rustplaats op de begraafplaats van Fieberbrunn.

## Persoonlijk
Wächter had samen met zijn vrouw Charlotte Bleckmann zes kinderen. Zijn jongste zoon Horst bleef zijn vader lange tijd in het publiek verdedigen. Volgens hem was Wächter een "goede nazi".

## Carrière
Wächter bekleedde verschillende rangen in zowel de Allgemeine-SS als Waffen-SS. De volgende tabel laat zien dat de bevorderingen niet synchroon liepen.
| Datums           | Allgemeine-SS          | Heer                                            | Polizei                     | Deutsches Reich   |
| ---------------- | ---------------------- | ----------------------------------------------- | --------------------------- | ----------------- |
| 1932             | SS-Mann                | —                                               | —                           | —                 |
| 11 februari 1935 | SS-Hauptscharführer    | —                                               | —                           | —                 |
| 10 maart 1935    | SS-Untersturmführer    | —                                               | —                           | —                 |
| 1 juni 1935      | SS-Obersturmführer     | —                                               | —                           | —                 |
| 9 november 1935  | SS-Hauptsturmführer    | —                                               | —                           | —                 |
| 17 maart 1936    | —                      | Schutze                                         | —                           | —                 |
| 20 april 1936    | SS-Sturmbannführer     | —                                               | —                           | —                 |
| 11 mei 1936      | —                      | Unterführer-Anwärter                            | —                           | —                 |
| 29 juli 1936     | —                      | Gefreiter der Reserve u. Res. Offizier-Anwärter | —                           | —                 |
| 30 januari 1937  | SS-Obersturmbannführer | —                                               | —                           | —                 |
| 30 januari 1938  | SS-Standartenführer    | —                                               | —                           | —                 |
| 12 maart 1938    | SS-Oberführer          | —                                               | —                           | —                 |
| 24 maart 1938    | —                      | —                                               | —                           | Staatskommissär   |
| 30 april 1939    | —                      | —                                               | —                           | Staatssekretär    |
| 30 april 1939    | —                      | —                                               | —                           | Reichsstatthalter |
| 9 november 1939  | SS-Brigadeführer       | —                                               | —                           | —                 |
| 18 november 1939 | —                      | —                                               | —                           | Gouverneur        |
| 16 mei 1944      | SS-Gruppenführer       | —                                               | —                           | —                 |
| 24 augustus 1944 | —                      | —                                               | Generalleutnant der Polizei | —                 |
| 2 september 1944 | —                      | Militärverwaltungschef                          | —                           | —                 |

## Lidmaatschapsnummers
- NSDAP-nr.: 301093[1][2] (lid geworden 24 oktober 1930)[1][3]
- SS-nr.: 235368[1][2] (lid geworden 1935)[3]

## Onderscheidingen
Selectie:
- Duitse Kruis in zilver als Militärverwaltungschef/Bevollmächtigter General der Deutschen Wehrmacht in Italiën op 17 februari 1945[1][2]
- Gouden Ereteken van de NSDAP[2] op 30 januari 1943[1]
- Kruis voor Oorlogsverdienste, 1e Klasse[2] en 2e Klasse[2] (3 oktober 1940)[1] met Zwaarden
- Dienstonderscheiding van de NSDAP in zilver[1]